# Gento (vándalo)
Gento fue un príncipe vándalo del siglo V que falleció en 477. Era el cuarto hijo del rey Genserico.

## Descendientes
Gento tuvo cuatro hijos: Godagis, Guntamundo, Trasamundo y Geilan. Godagis era el hijo mayor pero fue perseguido y obligado al exilio por el rey Hunerico que lo privó incluso del servicio de sus domésticos. Guntamundo fue rey en el periodo 484-496 y Trasamundo entre 496 y 523.